# Woolrich
Woolrich, Inc. è la più antica azienda americana produttrice di abbigliamento outdoor, fondata nel 1830 in Pennsylvania allo scopo di fabbricare tessuti per abbigliamento per cacciatori, taglialegna e trapper. Successivamente fornì anche abbigliamento per la guerra civile americana e per la spedizione antartica del 1939-1940 di Richard E. Byrd. Dall'ottobre 2018 è controllata dal fondo lussemburghese L-Gam.

## Storia
La fabbrica nasce nel 1830 a Plum Rum, Pennsylvania, su iniziativa di John Rich e Daniel McCormick. Da quella località John Rich si reca nelle miniere e nei campi per vendere filati e abbigliamento da lavoro alle diverse imprese che in quella zona stanno operando. Nel 1845 Rich apre una seconda fabbrica, nota come Woolen Mill, in una località nei pressi di Chatam Rum, dove è presente una sorgente d'acqua. A mano a mano che la fabbrica si sviluppa, anche il numero di operai che abitano nella zona comincia a crescere, finché l'insediamento comincia a chiamarsi semplicemente Woolrich. Rapidamente intorno alla fabbrica vengono costruiti negozi, punti di ritrovo e tutto quello che serve per una città.
L'azienda Woolrich diventa uno dei fornitori dell'esercito USA durante la guerra civile americana e durante la prima guerra mondiale e, in occasione delle spedizioni antartiche dell'Ammiraglio Richard E. Byrd, fornisce agli esploratori filati e abbigliamento. A rievocare l'impresa l'Arctic Parka che diventa presto sinonimo di capospalla caldo e resistente alle temperature più rigide.
Nel 1985 comincia la collaborazione con l'azienda italiana WP Lavori in Corso, che si occuperà della distribuzione del marchio prima in Italia, poi (dal 1998) in Europa e Asia, contribuendo anche alle modifiche di design. Grazie a questo legame, Woolrich aprirà negozi monomarca in Europa (a Stoccolma, Cortina d'Ampezzo, Forte dei Marmi e Sylt), nel corso del 2012 sono effettuate ulteriori aperture di negozi monomarca nelle città di Göteborg in Svezia e a Seul, in Corea del Sud.
Sotto il marchio di Woolrich e accanto alla linea Woolrich John Rich & Bros, se ne sono sviluppate altre come Woolrich Woolen Mills, e Woolrich Penn-Rich.
Nel novembre 2016 WP Lavori in Corso, guidata da Cristina Calori, acquisisce l'80% dell'azienda americana. Nell'ottobre 2018 nuovo passaggio di proprietà: Woolrich passa sotto il controllo del fondo L-Gam, società di investimento lussemburghese partecipata dalla famiglia regnante del Liechtenstein. Insieme ad Andrea Canè, storico direttore creativo del marchio, il nuovo amministratore delegato, Stefano Saccone, nato e cresciuto negli Stati Uniti.